# بارنی، واز
بارنی (به فرانسوی: Bargny) یک کمون (فرانسه) در فرانسه است که در canton of Betz واقع شده‌است. بارنی ۷٫۵۴ کیلومتر مربع مساحت دارد ۱۳۶ متر بالاتر از سطح دریا واقع شده‌است.